# Coupe du monde de football juniors 1997
Navigation
Qatar 1995 Nigéria 1999
La Coupe du monde de football des moins de 20 ans 1997 est la 11e édition de la Coupe du monde de football des moins de 20 ans. Elle est organisée par la Malaisie du 16 juin au 5 juillet 1997.
À partir de cette édition, 24 équipes (et non plus 16) des différentes confédérations prennent part à la compétition, qualifiées par le biais des championnats organisés au niveau continental. Seuls les joueurs nés après le 1er janvier 1977 peuvent participer à la compétition.
L'Argentine rejoint le Brésil en tête du palmarès en conservant son titre de championne du monde, en triomphant du voisin et rival sud-américain, l'Uruguay en finale. Le dernier carré est complété par la très bonne surprise européenne, l'équipe d'Irlande et une équipe africaine, le Ghana.
Le passage de 16 à 24 équipes en Coupe du monde a permis à certaines confédérations d'obtenir des places supplémentaires : 2 places en plus pour l'Asie, l'Afrique, la CONCACAF, 1 place en plus pour l'Europe et l'Amérique du Sud. Même si, logiquement, l'augmentation du nombre de matchs a entraîné un plus grand nombre de buts, l'ensemble du tournoi a présenté des rencontres de bon niveau, avec du spectacle et du beau jeu. Le Brésil, même éliminé prématurément en quarts de finale, a marqué les esprits avec une armada offensive impressionnante (25 buts en 5 matchs) et 2 matchs gagnés en marquant 10 buts (face à la Corée du Sud et la Belgique en huitièmes finale). L'attaquant brésilien Adailton termine logiquement en tête du classement des buteurs avec 10 réalisations, bien aidé par un sextuplé face aux Sud-Coréens. Quant au Ballon d'Or de meilleur joueur, c'est l'Uruguayen Nicolás Olivera, finaliste malheureux avec sa sélection.

## Pays qualifiés
| Confédération              | Tournoi qualificatif                                                                     | Qualifié(s)                                                     |
| -------------------------- | ---------------------------------------------------------------------------------------- | --------------------------------------------------------------- |
| AFC (Asie)                 | Coupe d'Asie des nations de football des moins de 19 ans 1997                            | Émirats arabes unis Corée du Sud Chine Japon                    |
| CAF (Afrique)              | Coupe d'Afrique des nations junior 1997                                                  | Maroc Afrique du Sud Ghana Côte d'Ivoire                        |
| CONCACAF                   | Championnat d'Amérique du Nord, centrale et Caraïbe de football des moins de 20 ans 1996 | États-Unis Costa Rica Canada Mexique                            |
| CONMEBOL (Amérique du Sud) | Championnat des moins de 20 ans de la CONMEBOL 1996                                      | Uruguay Brésil Paraguay Argentine                               |
| UEFA (Europe)              | Championnat d'Europe de football des moins de 19 ans 1996                                | Belgique France République d'Irlande Espagne Hongrie Angleterre |
| OFC (Océanie)              | Championnat d'Océanie de football des moins de 20 ans 1997                               | Australie                                                       |
| AFC                        | Qualifié d'office en tant que pays hôte                                                  | Malaisie                                                        |

## Stades
| Ville        | Nom du stade                 | Club résident | Capacité |
| ------------ | ---------------------------- | ------------- | -------- |
| Kuala Lumpur | Shah Alam Stadium            | Selangor FA   | 100 000  |
| Kuching      | Sarawak Stadium              | Sarawak FA    | 40 000   |
| Alor Setar   | Darulaman Stadium            | Kedah FA      | 32 387   |
| Kuantan      | Darulmakmur Stadium          | Pahang FA     | 40 000   |
| Kangar       | Utama Stadium                | Perlis FA     | 30 000   |
| Johor Bahru  | Tan Sri Hassan Yunus Stadium | Johor FC      | 30 000   |

## Phase de groupes
Les 24 participants sont répartis pour le premier tour dans 6 groupes de 4 équipes. Les deux premiers de chaque groupe sont qualifiés pour les huitièmes de finale, ainsi que les 4 meilleurs troisièmes.

### Groupe A
| Classement final |          |     |   |   |   |   |    |    |      |
|                  | Équipe   | Pts | J | G | N | P | BP | BC | Diff |
| 1                | Uruguay  | 7   | 3 | 2 | 1 | 0 | 6  | 1  | +5   |
| 2                | Maroc    | 5   | 3 | 1 | 2 | 0 | 4  | 2  | +2   |
| 3                | Belgique | 4   | 3 | 1 | 1 | 1 | 4  | 4  | 0    |
| 4                | Malaisie | 0   | 3 | 0 | 0 | 3 | 2  | 9  | -7   |

| 16 juin | Maroc    | 3 | 1 | Malaisie |
| 17 juin | Uruguay  | 3 | 0 | Belgique |
| 19 juin | Uruguay  | 3 | 1 | Malaisie |
| 19 juin | Maroc    | 1 | 1 | Belgique |
| 22 juin | Belgique | 3 | 0 | Malaisie |
| 22 juin | Uruguay  | 0 | 0 | Maroc    |

1re journée
| 16 juin 1997 | Maroc                                       | 3 - 1 | Malaisie        | Kuala Lumpur                                      |                                                   |
| 21:00        | Sektioui 14e · Khamma 33e · El Barodi 90+3e |       | Safri 10e (csc) | Spectateurs : 25 000 Arbitrage : Gilles Veissière | Spectateurs : 25 000 Arbitrage : Gilles Veissière |
| 21:00        | (Rapport)                                   |       |                 | Spectateurs : 25 000 Arbitrage : Gilles Veissière | Spectateurs : 25 000 Arbitrage : Gilles Veissière |

| 17 juin 1997 | Uruguay                       | 3 - 0 | Belgique | Kuala Lumpur                                  |                                               |
| 20:00        | Podesta 41e · Coelho 56e, 79e |       |          | Spectateurs : 2 000 Arbitrage : Kim Young-Joo | Spectateurs : 2 000 Arbitrage : Kim Young-Joo |
| 20:00        | (Rapport)                     |       |          | Spectateurs : 2 000 Arbitrage : Kim Young-Joo | Spectateurs : 2 000 Arbitrage : Kim Young-Joo |

2e journée
| 19 juin 1997 | Uruguay                                    | 3 - 1 | Malaisie        | Kuala Lumpur                                      |                                                   |
| 17:30        | Zalayeta 24e · Haled 39e (csc) · López 77e |       | Nik Leh Nik 11e | Spectateurs : 10 000 Arbitrage : Gilles Veissière | Spectateurs : 10 000 Arbitrage : Gilles Veissière |
| 17:30        | (Rapport)                                  |       |                 | Spectateurs : 10 000 Arbitrage : Gilles Veissière | Spectateurs : 10 000 Arbitrage : Gilles Veissière |

| 19 juin 1997 | Maroc       | 1 - 1 | Belgique            | Kuala Lumpur                                  |                                               |
| 20:00        | Termina 79e |       | Van Handenhoven 60e | Spectateurs : 8 000 Arbitrage : Ubaldo Aquino | Spectateurs : 8 000 Arbitrage : Ubaldo Aquino |
| 20:00        | (Rapport)   |       |                     | Spectateurs : 8 000 Arbitrage : Ubaldo Aquino | Spectateurs : 8 000 Arbitrage : Ubaldo Aquino |

3e journée
| 22 juin 1997 | Belgique                               | 3 - 0 | Malaisie | Kuala Lumpur                                   |                                                |
| 17:30        | Van Handenhoven 10e, 30e · Remacle 83e |       |          | Spectateurs : 25 000 Arbitrage : Ubaldo Aquino | Spectateurs : 25 000 Arbitrage : Ubaldo Aquino |
| 17:30        | (Rapport)                              |       |          | Spectateurs : 25 000 Arbitrage : Ubaldo Aquino | Spectateurs : 25 000 Arbitrage : Ubaldo Aquino |

| 22 juin 1997 | Uruguay   | 0 - 0 | Maroc | Kuala Lumpur                                   |                                                |
| 20:00        |           |       |       | Spectateurs : 25 000 Arbitrage : Kim Young-Joo | Spectateurs : 25 000 Arbitrage : Kim Young-Joo |
| 20:00        | (Rapport) |       |       | Spectateurs : 25 000 Arbitrage : Kim Young-Joo | Spectateurs : 25 000 Arbitrage : Kim Young-Joo |

### Groupe B
| Classement final |                |     |   |   |   |   |    |    |      |
|                  | Équipe         | Pts | J | G | N | P | BP | BC | Diff |
| 1                | Brésil         | 9   | 3 | 3 | 0 | 0 | 15 | 3  | +12  |
| 2                | France         | 6   | 3 | 2 | 0 | 1 | 8  | 7  | +1   |
| 3                | Afrique du Sud | 1   | 3 | 0 | 1 | 2 | 2  | 6  | -4   |
| 4                | Corée du Sud   | 1   | 3 | 0 | 1 | 2 | 5  | 14 | -9   |

| 17 juin | Corée du Sud | 0  | 0 | Afrique du Sud |
| 17 juin | Brésil       | 3  | 0 | France         |
| 19 juin | France       | 4  | 2 | Corée du Sud   |
| 19 juin | Brésil       | 2  | 0 | Afrique du Sud |
| 22 juin | Brésil       | 10 | 3 | Corée du Sud   |
| 22 juin | France       | 4  | 2 | Afrique du Sud |

1re journée
| 17 juin 1997 | Corée du Sud | 0 - 0 | Afrique du Sud | Kuching                                         |                                                 |
| 16:30        |              |       |                | Spectateurs : 20 000 Arbitrage : Georg Dardenne | Spectateurs : 20 000 Arbitrage : Georg Dardenne |
| 16:30        | (Rapport)    |       |                | Spectateurs : 20 000 Arbitrage : Georg Dardenne | Spectateurs : 20 000 Arbitrage : Georg Dardenne |

| 17 juin 1997 | Brésil                                       | 3 - 0 | France | Kuching                                                |                                                        |
| 20:45        | Alex 5e · Adaílton 61e · Silvestre 90e (csc) |       |        | Spectateurs : 40 000 Arbitrage : Nik Ahmad Haji Yaakub | Spectateurs : 40 000 Arbitrage : Nik Ahmad Haji Yaakub |
| 20:45        | (Rapport)                                    |       |        | Spectateurs : 40 000 Arbitrage : Nik Ahmad Haji Yaakub | Spectateurs : 40 000 Arbitrage : Nik Ahmad Haji Yaakub |

2e journée
| 19 juin 1997 | France                             | 4 - 2 | Corée du Sud                 | Kuching                                           |                                                   |
| 16:30        | Henry 1re, 10e · Trezeguet 2e, 52e |       | Park Jin-sub 54e, 68e (pen.) | Spectateurs : 3 246 Arbitrage : Peter Prendergast | Spectateurs : 3 246 Arbitrage : Peter Prendergast |
| 16:30        | (Rapport)                          |       |                              | Spectateurs : 3 246 Arbitrage : Peter Prendergast | Spectateurs : 3 246 Arbitrage : Peter Prendergast |

| 19 juin 1997 | Brésil            | 2 - 0 | Afrique du Sud | Kuching                                        |                                                |
| 19:15        | Adaílton 53e, 57e |       |                | Spectateurs : 7 939 Arbitrage : Georg Dardenne | Spectateurs : 7 939 Arbitrage : Georg Dardenne |
| 19:15        | (Rapport)         |       |                | Spectateurs : 7 939 Arbitrage : Georg Dardenne | Spectateurs : 7 939 Arbitrage : Georg Dardenne |

3e journée
| 22 juin 1997 | Brésil                                                                                     | 10 - 3 | Corée du Sud                                              | Kuching                                               |                                                       |
| 16:30        | Fernandão 19e, 42e · Adaílton 30e, 32e (pen.), 35e (pen.), 39e, 63e, 69e · Júnior 68e, 82e |        | Lee Kwan-Woo 56e · Chung Seok-Keun 73e · Lee Jung-Min 89e | Spectateurs : 9 576 Arbitrage : Nik Ahmad Haji Yaakub | Spectateurs : 9 576 Arbitrage : Nik Ahmad Haji Yaakub |
| 16:30        | (Rapport)                                                                                  |        |                                                           | Spectateurs : 9 576 Arbitrage : Nik Ahmad Haji Yaakub | Spectateurs : 9 576 Arbitrage : Nik Ahmad Haji Yaakub |

| 22 juin 1997 | France                                      | 4 - 2 | Afrique du Sud   | Kuching                                           |                                                   |
| 19:15        | Trezeguet 22e, 61e · Henry 83e · Luccin 89e |       | Hartley 42e, 90e | Spectateurs : 9 757 Arbitrage : Peter Prendergast | Spectateurs : 9 757 Arbitrage : Peter Prendergast |
| 19:15        | (Rapport)                                   |       |                  | Spectateurs : 9 757 Arbitrage : Peter Prendergast | Spectateurs : 9 757 Arbitrage : Peter Prendergast |

### Groupe C
| Classement final |                      |     |   |   |   |   |    |    |      |
|                  | Équipe               | Pts | J | G | N | P | BP | BC | Diff |
| 1                | Ghana                | 7   | 3 | 2 | 1 | 0 | 4  | 2  | +2   |
| 2                | République d'Irlande | 4   | 3 | 1 | 1 | 1 | 4  | 4  | 0    |
| 3                | États-Unis           | 3   | 3 | 1 | 0 | 2 | 2  | 3  | -1   |
| 4                | Chine                | 2   | 3 | 0 | 2 | 1 | 1  | 2  | -1   |

| 17 juin | Ghana                | 2 | 1 | République d'Irlande |
| 17 juin | États-Unis           | 1 | 0 | Chine                |
| 19 juin | Ghana                | 1 | 1 | Chine                |
| 19 juin | République d'Irlande | 2 | 1 | États-Unis           |
| 22 juin | Ghana                | 1 | 0 | États-Unis           |
| 22 juin | République d'Irlande | 1 | 1 | Chine                |

1re journée
| 17 juin 1997 | Ghana                   | 2 - 1 | République d'Irlande | Alor Setar                                 |                                            |
| 17:30        | Gambo 27e · Mouktar 66e |       | Molloy 51e           | Spectateurs : 5 100 Arbitrage : Oscar Ruiz | Spectateurs : 5 100 Arbitrage : Oscar Ruiz |
| 17:30        | (Rapport)               |       |                      | Spectateurs : 5 100 Arbitrage : Oscar Ruiz | Spectateurs : 5 100 Arbitrage : Oscar Ruiz |

| 17 juin 1997 | États-Unis | 1 - 0 | Chine | Alor Setar                                   |                                              |
| 20:00        | West 90e   |       |       | Spectateurs : 9 769 Arbitrage : Amand Ancion | Spectateurs : 9 769 Arbitrage : Amand Ancion |
| 20:00        | (Rapport)  |       |       | Spectateurs : 9 769 Arbitrage : Amand Ancion | Spectateurs : 9 769 Arbitrage : Amand Ancion |

2e journée
| 19 juin 1997 | Ghana      | 1 - 1 | Chine        | Alor Setar                                       |                                                  |
| 17:30        | Appiah 74e |       | Li Jinyu 43e | Spectateurs : 5 000 Arbitrage : León Padro Borja | Spectateurs : 5 000 Arbitrage : León Padro Borja |
| 17:30        | (Rapport)  |       |              | Spectateurs : 5 000 Arbitrage : León Padro Borja | Spectateurs : 5 000 Arbitrage : León Padro Borja |

| 19 juin 1997 | République d'Irlande            | 2 - 1 | États-Unis        | Alor Setar                                 |                                            |
| 20:00        | Cummins 6e · Corrales 25e (csc) |       | Flores 39e (pen.) | Spectateurs : 5 000 Arbitrage : Oscar Ruiz | Spectateurs : 5 000 Arbitrage : Oscar Ruiz |
| 20:00        | (Rapport)                       |       |                   | Spectateurs : 5 000 Arbitrage : Oscar Ruiz | Spectateurs : 5 000 Arbitrage : Oscar Ruiz |

3e journée
| 22 juin 1997 | Ghana           | 1 - 0 | États-Unis | Alor Setar                                |                                           |
| 17:30        | Ofori-Quaye 32e |       |            | Spectateurs : 8 000 Arbitrage : Saad Mane | Spectateurs : 8 000 Arbitrage : Saad Mane |
| 17:30        | (Rapport)       |       |            | Spectateurs : 8 000 Arbitrage : Saad Mane | Spectateurs : 8 000 Arbitrage : Saad Mane |

| 22 juin 1997 | République d'Irlande | 1 - 1 | Chine         | Alor Setar                                        |                                                   |
| 20:00        | Cummins 21e          |       | Wang Peng 11e | Spectateurs : 9 000 Arbitrage : José Luís da Rosa | Spectateurs : 9 000 Arbitrage : José Luís da Rosa |
| 20:00        | (Rapport)            |       |               | Spectateurs : 9 000 Arbitrage : José Luís da Rosa | Spectateurs : 9 000 Arbitrage : José Luís da Rosa |

### Groupe D
| Classement final |            |     |   |   |   |   |    |    |      |
|                  | Équipe     | Pts | J | G | N | P | BP | BC | Diff |
| 1                | Espagne    | 9   | 3 | 3 | 0 | 0 | 8  | 2  | +6   |
| 2                | Japon      | 4   | 3 | 1 | 1 | 1 | 10 | 7  | +3   |
| 3                | Paraguay   | 2   | 3 | 0 | 2 | 1 | 5  | 6  | -1   |
| 4                | Costa Rica | 1   | 3 | 0 | 1 | 2 | 3  | 11 | -8   |

| 18 juin | Espagne  | 2 | 1 | Japon      |
| 18 juin | Paraguay | 1 | 1 | Costa Rica |
| 20 juin | Japon    | 6 | 2 | Costa Rica |
| 20 juin | Espagne  | 2 | 1 | Paraguay   |
| 23 juin | Japon    | 3 | 3 | Paraguay   |
| 23 juin | Espagne  | 4 | 0 | Costa Rica |

1re journée
| 18 juin 1997 | Espagne                  | 2 - 1 | Japon                 | Kuantan                                           |                                                   |
| 17:30        | Farinos 23e · Angulo 56e |       | Yanagisawa 65e (pen.) | Spectateurs : 5 000 Arbitrage : José Luís da Rosa | Spectateurs : 5 000 Arbitrage : José Luís da Rosa |
| 17:30        | (Rapport)                |       |                       | Spectateurs : 5 000 Arbitrage : José Luís da Rosa | Spectateurs : 5 000 Arbitrage : José Luís da Rosa |

| 18 juin 1997 | Paraguay  | 1 - 1 | Costa Rica | Kuantan                                   |                                           |
| 20:00        | Roman 59e |       | Bryce 45e  | Spectateurs : 5 000 Arbitrage : Saad Mane | Spectateurs : 5 000 Arbitrage : Saad Mane |
| 20:00        | (Rapport) |       |            | Spectateurs : 5 000 Arbitrage : Saad Mane | Spectateurs : 5 000 Arbitrage : Saad Mane |

2e journée
| 20 juin 1997 | Japon                                                             | 6 - 2 | Costa Rica              | Kuantan                                           |                                                   |
| 17:30        | Ono 3e, 22e · Nakamura 7e · Jojo 78e · Fukuda 90+3e · Nagai 90+5e |       | Ledezma 28e · Solís 59e | Spectateurs : 9 000 Arbitrage : José Luís da Rosa | Spectateurs : 9 000 Arbitrage : José Luís da Rosa |
| 17:30        | (Rapport)                                                         |       |                         | Spectateurs : 9 000 Arbitrage : José Luís da Rosa | Spectateurs : 9 000 Arbitrage : José Luís da Rosa |

| 20 juin 1997 | Espagne       | 2 - 1 | Paraguay     | Kuantan                                   |                                           |
| 20:00        | Deus 30e, 78e |       | Morinigo 65e | Spectateurs : 9 000 Arbitrage : Saad Mane | Spectateurs : 9 000 Arbitrage : Saad Mane |
| 20:00        | (Rapport)     |       |              | Spectateurs : 9 000 Arbitrage : Saad Mane | Spectateurs : 9 000 Arbitrage : Saad Mane |

3e journée
| 23 juin 1997 | Japon                                    | 3 - 3 | Paraguay                                 | Kuantan                                              |                                                      |
| 17:30        | Jojo 31e · Hiroyama 45e · Yanagisawa 62e |       | Caceres 17e · Da Silva 38e · Samudio 67e | Spectateurs : 5 000 Arbitrage : Abderrahim El Arjoun | Spectateurs : 5 000 Arbitrage : Abderrahim El Arjoun |
| 17:30        | (Rapport)                                |       |                                          | Spectateurs : 5 000 Arbitrage : Abderrahim El Arjoun | Spectateurs : 5 000 Arbitrage : Abderrahim El Arjoun |

| 23 juin 1997 | Espagne                                                   | 4 - 0 | Costa Rica | Kuantan                                           |                                                   |
| 20:00        | Rivera 3e · Albelda 23e · Farinos 24e (pen.) · Ribera 78e |       |            | Spectateurs : 5 000 Arbitrage : Karl-Erik Nilsson | Spectateurs : 5 000 Arbitrage : Karl-Erik Nilsson |
| 20:00        | (Rapport)                                                 |       |            | Spectateurs : 5 000 Arbitrage : Karl-Erik Nilsson | Spectateurs : 5 000 Arbitrage : Karl-Erik Nilsson |

### Groupe E
| Classement final |           |     |   |   |   |   |    |    |      |
|                  | Équipe    | Pts | J | G | N | P | BP | BC | Diff |
| 1                | Australie | 7   | 3 | 2 | 1 | 0 | 5  | 3  | +2   |
| 2                | Argentine | 6   | 3 | 2 | 0 | 1 | 8  | 5  | +3   |
| 3                | Canada    | 4   | 3 | 1 | 1 | 1 | 3  | 3  | 0    |
| 4                | Hongrie   | 0   | 3 | 0 | 0 | 3 | 1  | 6  | -5   |

| 18 juin | Argentine | 3 | 0 | Hongrie   |
| 18 juin | Australie | 0 | 0 | Canada    |
| 20 juin | Australie | 1 | 0 | Hongrie   |
| 20 juin | Argentine | 2 | 1 | Canada    |
| 23 juin | Canada    | 2 | 1 | Hongrie   |
| 23 juin | Australie | 4 | 3 | Argentine |

1re journée
| 18 juin 1997 | Argentine                             | 3 - 0 | Hongrie | Utama Stadium, Kangar                                 |                                                       |
| 17:30        | Romeo 9e · Scaloni 42e · Riquelme 50e |       |         | Spectateurs : 13 000 Arbitrage : Abderrahim El Arjoun | Spectateurs : 13 000 Arbitrage : Abderrahim El Arjoun |
| 17:30        | (Rapport)                             |       |         | Spectateurs : 13 000 Arbitrage : Abderrahim El Arjoun | Spectateurs : 13 000 Arbitrage : Abderrahim El Arjoun |

| 18 juin 1997 | Australie | 0 - 0 | Canada | Utama Stadium, Kangar                              |                                                    |
| 20:00        |           |       |        | Spectateurs : 13 000 Arbitrage : Karl-Erik Nilsson | Spectateurs : 13 000 Arbitrage : Karl-Erik Nilsson |
| 20:00        | (Rapport) |       |        | Spectateurs : 13 000 Arbitrage : Karl-Erik Nilsson | Spectateurs : 13 000 Arbitrage : Karl-Erik Nilsson |

2e journée
| 20 juin 1997 | Australie   | 1 - 0 | Hongrie | Utama Stadium, Kangar                                |                                                      |
| 17:30        | Allsopp 90e |       |         | Spectateurs : 6 000 Arbitrage : Abderrahim El Arjoun | Spectateurs : 6 000 Arbitrage : Abderrahim El Arjoun |
| 17:30        | (Rapport)   |       |         | Spectateurs : 6 000 Arbitrage : Abderrahim El Arjoun | Spectateurs : 6 000 Arbitrage : Abderrahim El Arjoun |

| 20 juin 1997 | Argentine                | 2 - 1 | Canada          | Utama Stadium, Kangar                              |                                                    |
| 20:00        | Romeo 32e · Riquelme 65e |       | Bent 43e (pen.) | Spectateurs : 12 000 Arbitrage : Karl-Erik Nilsson | Spectateurs : 12 000 Arbitrage : Karl-Erik Nilsson |
| 20:00        | (Rapport)                |       |                 | Spectateurs : 12 000 Arbitrage : Karl-Erik Nilsson | Spectateurs : 12 000 Arbitrage : Karl-Erik Nilsson |

3e journée
| 23 juin 1997 | Canada                     | 2 - 1 | Hongrie         | Utama Stadium, Kangar                            |                                                  |
| 17:30        | De Rosario 6e · Kindel 64e |       | Szili 3e (pen.) | Spectateurs : 4 000 Arbitrage : León Padro Borja | Spectateurs : 4 000 Arbitrage : León Padro Borja |
| 17:30        | (Rapport)                  |       |                 | Spectateurs : 4 000 Arbitrage : León Padro Borja | Spectateurs : 4 000 Arbitrage : León Padro Borja |

| 23 juin 1997 | Australie                             | 4 - 3 | Argentine                                     | Utama Stadium, Kangar                        |                                              |
| 20:00        | Salapasidis 39e, 40e, 55e, 90e (pen.) |       | Romeo 9e · Placente 70e · Riquelme 88e (pen.) | Spectateurs : 8 000 Arbitrage : Amand Ancion | Spectateurs : 8 000 Arbitrage : Amand Ancion |
| 20:00        | (Rapport)                             |       |                                               | Spectateurs : 8 000 Arbitrage : Amand Ancion | Spectateurs : 8 000 Arbitrage : Amand Ancion |

### Groupe F
| Classement final |                     |     |   |   |   |   |    |    |      |
|                  | Équipe              | Pts | J | G | N | P | BP | BC | Diff |
| 1                | Angleterre          | 9   | 3 | 3 | 0 | 0 | 8  | 1  | +7   |
| 2                | Mexique             | 4   | 3 | 1 | 1 | 1 | 6  | 2  | +4   |
| 3                | Émirats arabes unis | 3   | 3 | 1 | 0 | 2 | 2  | 10 | -8   |
| 4                | Côte d'Ivoire       | 1   | 3 | 0 | 1 | 2 | 2  | 5  | -3   |

| 18 juin | Mexique             | 5 | 0 | Émirats arabes unis |
| 18 juin | Angleterre          | 2 | 1 | Côte d'Ivoire       |
| 20 juin | Mexique             | 1 | 1 | Côte d'Ivoire       |
| 20 juin | Angleterre          | 5 | 0 | Émirats arabes unis |
| 23 juin | Angleterre          | 1 | 0 | Mexique             |
| 23 juin | Émirats arabes unis | 2 | 0 | Côte d'Ivoire       |

1re journée
| 18 juin 1997 | Mexique                                                               | 5 - 0 | Émirats arabes unis | Johor Bahru                                    |                                                |
| 17:30        | Lillingston 26e, 56e (pen.) · Carino 40e · Torres 60e · Santacruz 70e |       |                     | Spectateurs : 14 000 Arbitrage : Sándor Piller | Spectateurs : 14 000 Arbitrage : Sándor Piller |
| 17:30        | (Rapport)                                                             |       |                     | Spectateurs : 14 000 Arbitrage : Sándor Piller | Spectateurs : 14 000 Arbitrage : Sándor Piller |

| 18 juin 1997 | Angleterre                 | 2 - 1 | Côte d'Ivoire | Johor Bahru                                 |                                             |
| 20:00        | Owen 6e (pen.) · Cissé 22e |       | Shepherd 69e  | Spectateurs : 14 000 Arbitrage : Intaz Shah | Spectateurs : 14 000 Arbitrage : Intaz Shah |
| 20:00        | (Rapport)                  |       |               | Spectateurs : 14 000 Arbitrage : Intaz Shah | Spectateurs : 14 000 Arbitrage : Intaz Shah |

2e journée
| 20 juin 1997 | Mexique         | 1 - 1 | Côte d'Ivoire | Johor Bahru                                |                                            |
| 17:30        | Lillingston 44e |       | Dié 33e       | Spectateurs : 9 000 Arbitrage : Intaz Shah | Spectateurs : 9 000 Arbitrage : Intaz Shah |
| 17:30        | (Rapport)       |       |               | Spectateurs : 9 000 Arbitrage : Intaz Shah | Spectateurs : 9 000 Arbitrage : Intaz Shah |

| 20 juin 1997 | Angleterre                                                | 5 - 0 | Émirats arabes unis | Johor Bahru                                   |                                               |
| 20:00        | Murphy 7e, 35e, 50e (pen.) · Owen 52e · Abdulla 60e (csc) |       |                     | Spectateurs : 12 000 Arbitrage : Falla N'Doye | Spectateurs : 12 000 Arbitrage : Falla N'Doye |
| 20:00        | (Rapport)                                                 |       |                     | Spectateurs : 12 000 Arbitrage : Falla N'Doye | Spectateurs : 12 000 Arbitrage : Falla N'Doye |

3e journée
| 23 juin 1997 | Angleterre | 1 - 0 | Mexique | Johor Bahru                                  |                                              |
| 17:30        | Owen 65e   |       |         | Spectateurs : 9 000 Arbitrage : Falla N'Doye | Spectateurs : 9 000 Arbitrage : Falla N'Doye |
| 17:30        | (Rapport)  |       |         | Spectateurs : 9 000 Arbitrage : Falla N'Doye | Spectateurs : 9 000 Arbitrage : Falla N'Doye |

| 23 juin 1997 | Émirats arabes unis | 2 - 0 | Côte d'Ivoire | Johor Bahru                                   |                                               |
| 20:00        | Ali 52e · Kazim 85e |       |               | Spectateurs : 9 000 Arbitrage : Sándor Piller | Spectateurs : 9 000 Arbitrage : Sándor Piller |
| 20:00        | (Rapport)           |       |               | Spectateurs : 9 000 Arbitrage : Sándor Piller | Spectateurs : 9 000 Arbitrage : Sándor Piller |

### Classement des troisièmes
Les quatre meilleurs troisièmes sont repêchés pour compléter le tableau des huitièmes de finale
| Classement |                     |     |   |   |   |   |    |    |      |
|            | Équipe              | Pts | J | G | N | P | BP | BC | Diff |
| 1          | Belgique            | 4   | 3 | 1 | 1 | 1 | 4  | 4  | 0    |
| 2          | Canada              | 4   | 3 | 1 | 1 | 1 | 3  | 3  | 0    |
| 3          | États-Unis          | 3   | 3 | 1 | 0 | 2 | 2  | 3  | -1   |
| 4          | Émirats arabes unis | 3   | 3 | 1 | 0 | 2 | 2  | 10 | -8   |
| 5          | Paraguay            | 2   | 3 | 0 | 2 | 1 | 5  | 6  | -1   |
| 6          | Afrique du Sud      | 1   | 3 | 0 | 1 | 2 | 2  | 6  | -4   |

## Tableau final
|  | Huitièmes de finale    | Huitièmes de finale    |                      |         | Quarts de finale       | Quarts de finale       |  |  | Demi-finales             | Demi-finales             |  |  | Finale                   | Finale                   |
|  | Huitièmes de finale    | Huitièmes de finale    |                      |         | Quarts de finale       | Quarts de finale       |  |  | Demi-finales             | Demi-finales             |  |  | Finale                   | Finale                   |
|  |                        |                        |                      |         |                        |                        |  |  |                          |                          |  |  |                          |                          |
|  | 25 juin - Kuala Lumpur | 25 juin - Kuala Lumpur |                      |         | 29 juin - Kuala Lumpur | 29 juin - Kuala Lumpur |  |  | 2 juillet - Kuala Lumpur | 2 juillet - Kuala Lumpur |  |  | 5 juillet - Kuala Lumpur | 5 juillet - Kuala Lumpur |
|  | 25 juin - Kuala Lumpur | 25 juin - Kuala Lumpur |                      |         | 29 juin - Kuala Lumpur | 29 juin - Kuala Lumpur |  |  | 2 juillet - Kuala Lumpur | 2 juillet - Kuala Lumpur |  |  | 5 juillet - Kuala Lumpur | 5 juillet - Kuala Lumpur |
|  | Uruguay                | 3                      |                      |         | 29 juin - Kuala Lumpur | 29 juin - Kuala Lumpur |  |  | 2 juillet - Kuala Lumpur | 2 juillet - Kuala Lumpur |  |  | 5 juillet - Kuala Lumpur | 5 juillet - Kuala Lumpur |
|  | Uruguay                | 3                      |                      |         | 29 juin - Kuala Lumpur | 29 juin - Kuala Lumpur |  |  | 2 juillet - Kuala Lumpur | 2 juillet - Kuala Lumpur |  |  | 5 juillet - Kuala Lumpur | 5 juillet - Kuala Lumpur |
|  | États-Unis             | 0                      |                      |         | 29 juin - Kuala Lumpur | 29 juin - Kuala Lumpur |  |  | 2 juillet - Kuala Lumpur | 2 juillet - Kuala Lumpur |  |  | 5 juillet - Kuala Lumpur | 5 juillet - Kuala Lumpur |
|  | États-Unis             | 0                      | Uruguay              | 1ap (7) |                        |                        |  |  | 2 juillet - Kuala Lumpur | 2 juillet - Kuala Lumpur |  |  | 5 juillet - Kuala Lumpur | 5 juillet - Kuala Lumpur |
|  | 25 juin - Kuching      |                        | Uruguay              | 1ap (7) |                        |                        |  |  | 2 juillet - Kuala Lumpur | 2 juillet - Kuala Lumpur |  |  | 5 juillet - Kuala Lumpur | 5 juillet - Kuala Lumpur |
|  |                        | France                 | 1 tab(6)             |         |                        |                        |  |  | 2 juillet - Kuala Lumpur | 2 juillet - Kuala Lumpur |  |  | 5 juillet - Kuala Lumpur | 5 juillet - Kuala Lumpur |
|  | Mexique                | France                 | 1 tab(6)             | 0       |                        |                        |  |  | 2 juillet - Kuala Lumpur | 2 juillet - Kuala Lumpur |  |  | 5 juillet - Kuala Lumpur | 5 juillet - Kuala Lumpur |
|  | Mexique                | 29 juin - Johor Bahru  |                      | 0       |                        |                        |  |  | 2 juillet - Kuala Lumpur | 2 juillet - Kuala Lumpur |  |  | 5 juillet - Kuala Lumpur | 5 juillet - Kuala Lumpur |
|  | France                 | 1                      |                      |         |                        |                        |  |  | 2 juillet - Kuala Lumpur | 2 juillet - Kuala Lumpur |  |  | 5 juillet - Kuala Lumpur | 5 juillet - Kuala Lumpur |
|  | France                 | 1                      | Uruguay              | 3 ap    |                        |                        |  |  |                          |                          |  |  | 5 juillet - Kuala Lumpur | 5 juillet - Kuala Lumpur |
|  | 26 juin - Kangar       |                        | Uruguay              | 3 ap    |                        |                        |  |  |                          |                          |  |  | 5 juillet - Kuala Lumpur | 5 juillet - Kuala Lumpur |
|  |                        | Ghana                  | 2                    |         |                        |                        |  |  |                          |                          |  |  | 5 juillet - Kuala Lumpur | 5 juillet - Kuala Lumpur |
|  | Australie              | Ghana                  | 2                    | 0       |                        |                        |  |  |                          |                          |  |  | 5 juillet - Kuala Lumpur | 5 juillet - Kuala Lumpur |
|  | Australie              | 2 juillet - Kuching    |                      | 0       |                        |                        |  |  |                          |                          |  |  | 5 juillet - Kuala Lumpur | 5 juillet - Kuala Lumpur |
|  | Japon                  | 1                      |                      |         |                        |                        |  |  |                          |                          |  |  | 5 juillet - Kuala Lumpur | 5 juillet - Kuala Lumpur |
|  | Japon                  | 1                      | Japon                | 1       |                        |                        |  |  |                          |                          |  |  | 5 juillet - Kuala Lumpur | 5 juillet - Kuala Lumpur |
|  | 26 juin - Alor Setar   |                        | Japon                | 1       |                        |                        |  |  |                          |                          |  |  | 5 juillet - Kuala Lumpur | 5 juillet - Kuala Lumpur |
|  |                        | Ghana                  | 2 ap                 |         |                        |                        |  |  |                          |                          |  |  | 5 juillet - Kuala Lumpur | 5 juillet - Kuala Lumpur |
|  | Ghana                  | Ghana                  | 2 ap                 | 3       |                        |                        |  |  |                          |                          |  |  | 5 juillet - Kuala Lumpur | 5 juillet - Kuala Lumpur |
|  | Ghana                  | 29 juin - Kuala Lumpur |                      | 3       |                        |                        |  |  |                          |                          |  |  | 5 juillet - Kuala Lumpur | 5 juillet - Kuala Lumpur |
|  | Émirats arabes unis    | 0                      |                      |         |                        |                        |  |  |                          |                          |  |  | 5 juillet - Kuala Lumpur | 5 juillet - Kuala Lumpur |
|  | Émirats arabes unis    | 0                      | Uruguay              | 1       |                        |                        |  |  |                          |                          |  |  |                          |                          |
|  | 26 juin - Kuantan      |                        | Uruguay              | 1       |                        |                        |  |  |                          |                          |  |  |                          |                          |
|  |                        | Argentine              | 2                    |         |                        |                        |  |  |                          |                          |  |  |                          |                          |
|  | Espagne                | Argentine              | 2                    | 2       |                        |                        |  |  |                          |                          |  |  |                          |                          |
|  | Espagne                |                        |                      | 2       |                        |                        |  |  |                          |                          |  |  |                          |                          |
|  | Canada                 | 0                      |                      |         |                        |                        |  |  |                          |                          |  |  |                          |                          |
|  | Canada                 | 0                      | Espagne              | 0       |                        |                        |  |  |                          |                          |  |  |                          |                          |
|  | 25 juin - Kuala Lumpur |                        | Espagne              | 0       |                        |                        |  |  |                          |                          |  |  |                          |                          |
|  |                        | République d'Irlande   | 1                    |         |                        |                        |  |  |                          |                          |  |  |                          |                          |
|  | République d'Irlande   | République d'Irlande   | 1                    | 2 ap    |                        |                        |  |  |                          |                          |  |  |                          |                          |
|  | République d'Irlande   | 29 juin - Kuching      |                      | 2 ap    |                        |                        |  |  |                          |                          |  |  |                          |                          |
|  | Maroc                  | 1                      |                      |         |                        |                        |  |  |                          |                          |  |  |                          |                          |
|  | Maroc                  | 1                      | République d'Irlande | 0       |                        |                        |  |  |                          |                          |  |  |                          |                          |
|  | 26 juin - Johor Bahru  |                        | République d'Irlande | 0       |                        |                        |  |  |                          |                          |  |  |                          |                          |
|  |                        | Argentine              | 1                    |         |                        |                        |  |  |                          |                          |  |  |                          |                          |
|  | Angleterre             | Argentine              | 1                    | 1       |                        |                        |  |  |                          |                          |  |  |                          |                          |
|  | Angleterre             |                        |                      | 1       |                        |                        |  |  |                          |                          |  |  |                          |                          |
|  | Argentine              | 2                      |                      |         |                        |                        |  |  |                          |                          |  |  |                          |                          |
|  | Argentine              | 2                      | Argentine            | 2       |                        |                        |  |  |                          |                          |  |  |                          |                          |
|  | 25 juin - Kuching      |                        | Argentine            | 2       |                        |                        |  |  |                          |                          |  |  |                          |                          |
|  |                        | Brésil                 | 0                    |         |                        |                        |  |  |                          |                          |  |  |                          |                          |
|  | Brésil                 | Brésil                 | 0                    | 10      |                        |                        |  |  |                          |                          |  |  |                          |                          |
|  | Brésil                 |                        |                      | 10      |                        |                        |  |  |                          |                          |  |  |                          |                          |
|  | Belgique               | 0                      |                      |         |                        |                        |  |  |                          |                          |  |  |                          |                          |
|  | Belgique               | 0                      |                      |         |                        |                        |  |  |                          |                          |  |  |                          |                          |

 = but en or

### Huitièmes de finale
| 25 juin 1997 | Brésil                                                                                     | 10 - 0 | Belgique | Kuching                                   |                                           |
| 16:15        | Álvaro 3e, 13e · Eder 32e · Alex 41e, 48e, 85e · Roni 67e, 78e · Adaílton 82e · Júnior 87e |        |          | Spectateurs : 8 267 Arbitrage : Saad Mane | Spectateurs : 8 267 Arbitrage : Saad Mane |
| 16:15        | (Rapport)                                                                                  |        |          | Spectateurs : 8 267 Arbitrage : Saad Mane | Spectateurs : 8 267 Arbitrage : Saad Mane |

| 25 juin 1997 | Uruguay                         | 3 - 0 | États-Unis | Kuala Lumpur                                   |                                                |
| 17:30        | Zalayeta 24e, 34e · Olivera 41e |       |            | Spectateurs : 2 500 Arbitrage : Georg Dardenne | Spectateurs : 2 500 Arbitrage : Georg Dardenne |
| 17:30        | (Rapport)                       |       |            | Spectateurs : 2 500 Arbitrage : Georg Dardenne | Spectateurs : 2 500 Arbitrage : Georg Dardenne |

| 25 juin 1997 | Mexique   | 0 - 1 | France     | Kuching                                        |                                                |
| 19:15        |           |       | Luccin 90e | Spectateurs : 10 101 Arbitrage : Ubaldo Aquino | Spectateurs : 10 101 Arbitrage : Ubaldo Aquino |
| 19:15        | (Rapport) |       |            | Spectateurs : 10 101 Arbitrage : Ubaldo Aquino | Spectateurs : 10 101 Arbitrage : Ubaldo Aquino |

| 25 juin 1997 | République d'Irlande | 2 - 1 a. p. · | Maroc           | Kuala Lumpur                                      |                                                   |
| 20:30        | Fenn 35e · Duff 97e  |               | Inman 43e (csc) | Spectateurs : 3 000 Arbitrage : Peter Prendergast | Spectateurs : 3 000 Arbitrage : Peter Prendergast |
| 20:30        | (Rapport)            |               |                 | Spectateurs : 3 000 Arbitrage : Peter Prendergast | Spectateurs : 3 000 Arbitrage : Peter Prendergast |

| 26 juin 1997 | Australie | 0 - 1 | Japon          | Kangar                                           |                                                  |
| 16:30        |           |       | Yanagisawa 44e | Spectateurs : 8 000 Arbitrage : León Padro Borja | Spectateurs : 8 000 Arbitrage : León Padro Borja |
| 16:30        | (Rapport) |       |                | Spectateurs : 8 000 Arbitrage : León Padro Borja | Spectateurs : 8 000 Arbitrage : León Padro Borja |

| 26 juin 1997 | Angleterre    | 1 - 2 | Argentine                       | Johor Bahru                                    |                                                |
| 17:15        | Carragher 49e |       | Riquelme 10e (pen.) · Aimar 26e | Spectateurs : 17 000 Arbitrage : Sándor Piller | Spectateurs : 17 000 Arbitrage : Sándor Piller |
| 17:15        | (Rapport)     |       |                                 | Spectateurs : 17 000 Arbitrage : Sándor Piller | Spectateurs : 17 000 Arbitrage : Sándor Piller |

| 26 juin 1997 | Ghana                             | 3 - 0 | Émirats arabes unis | Alor Setar                                    |                                               |
| 19:40        | Ackon 32e · Sule 79e · Issaka 88e |       |                     | Spectateurs : 17 000 Arbitrage : Amand Ancion | Spectateurs : 17 000 Arbitrage : Amand Ancion |
| 19:40        | (Rapport)                         |       |                     | Spectateurs : 17 000 Arbitrage : Amand Ancion | Spectateurs : 17 000 Arbitrage : Amand Ancion |

| 26 juin 1997 | Espagne               | 2 - 0 | Canada | Kuantan                                               |                                                       |
| 19:40        | Deus 77e · Rivera 90e |       |        | Spectateurs : 10 000 Arbitrage : Abderrahim El Arjoun | Spectateurs : 10 000 Arbitrage : Abderrahim El Arjoun |
| 19:40        | (Rapport)             |       |        | Spectateurs : 10 000 Arbitrage : Abderrahim El Arjoun | Spectateurs : 10 000 Arbitrage : Abderrahim El Arjoun |

### Quarts de finale
| 29 juin 1997 | Uruguay         | 1 - 1 a. p. | France        | Kuala Lumpur                                 |                                              |
| 17:00        | Olivera 68e     |             | Trezeguet 27e | Spectateurs : 9 000 Arbitrage : Falla N'Doye | Spectateurs : 9 000 Arbitrage : Falla N'Doye |
| 17:00        | (Rapport)       |             |               | Spectateurs : 9 000 Arbitrage : Falla N'Doye | Spectateurs : 9 000 Arbitrage : Falla N'Doye |
| 17:00        | Tirs au but 7–6 |             |               | Spectateurs : 9 000 Arbitrage : Falla N'Doye | Spectateurs : 9 000 Arbitrage : Falla N'Doye |

| 29 juin 1997 | Argentine                    | 2 - 0 | Brésil | Kuching                                           |                                                   |
| 17:00        | Scaloni 79e · Perezlindo 90e |       |        | Spectateurs : 34 896 Arbitrage : Gilles Veissière | Spectateurs : 34 896 Arbitrage : Gilles Veissière |
| 17:00        | (Rapport)                    |       |        | Spectateurs : 34 896 Arbitrage : Gilles Veissière | Spectateurs : 34 896 Arbitrage : Gilles Veissière |

| 29 juin 1997 | Espagne   | 0 - 1 | République d'Irlande | Kuala Lumpur                                     |                                                  |
| 20:00        |           |       | Molloy 52e (pen.)    | Spectateurs : 9 000 Arbitrage : León Padro Borja | Spectateurs : 9 000 Arbitrage : León Padro Borja |
| 20:00        | (Rapport) |       |                      | Spectateurs : 9 000 Arbitrage : León Padro Borja | Spectateurs : 9 000 Arbitrage : León Padro Borja |

| 29 juin 1997 | Japon          | 1 - 2 a. p. · | Ghana                      | Johor Bahru                                    |                                                |
| 20:00        | Yanagisawa 80e |               | Ansah 9e · Ofori-Quaye 97e | Spectateurs : 18 700 Arbitrage : Ubaldo Aquino | Spectateurs : 18 700 Arbitrage : Ubaldo Aquino |
| 20:00        | (Rapport)      |               |                            | Spectateurs : 18 700 Arbitrage : Ubaldo Aquino | Spectateurs : 18 700 Arbitrage : Ubaldo Aquino |

### Demi-finales
| 2 juillet 1997 | République d'Irlande | 0 - 1 | Argentine | Kuching                                        |                                                |
| 16:30          |                      |       | Romeo 55e | Spectateurs : 14 976 Arbitrage : Kim Young-Joo | Spectateurs : 14 976 Arbitrage : Kim Young-Joo |
| 16:30          | (Rapport)            |       |           | Spectateurs : 14 976 Arbitrage : Kim Young-Joo | Spectateurs : 14 976 Arbitrage : Kim Young-Joo |

| 2 juillet 1997 | Uruguay                                | 3 - 2 a. p. · | Ghana                         | Kuala Lumpur                                       |                                                    |
| 20:30          | Zalayeta 13e · Coelho 45e · Perea 105e |               | Lawson 45e · Melono 78e (csc) | Spectateurs : 15 000 Arbitrage : Karl-Erik Nilsson | Spectateurs : 15 000 Arbitrage : Karl-Erik Nilsson |
| 20:30          | (Rapport)                              |               |                               | Spectateurs : 15 000 Arbitrage : Karl-Erik Nilsson | Spectateurs : 15 000 Arbitrage : Karl-Erik Nilsson |

### Match pour la3eplace
| 5 juillet 1997 | Ghana     | 1 - 2 | République d'Irlande | Kuala Lumpur                                       |                                                    |
| 17:30          | Sule 5e   |       | Baker 2e · Duff 33e  | Spectateurs : 28 000 Arbitrage : Peter Prendergast | Spectateurs : 28 000 Arbitrage : Peter Prendergast |
| 17:30          | (Rapport) |       |                      | Spectateurs : 28 000 Arbitrage : Peter Prendergast | Spectateurs : 28 000 Arbitrage : Peter Prendergast |

### Finale
| 5 juillet 1997 | Uruguay    | 1 - 2 | Argentine                    | Kuala Lumpur                               |                                            |
| 20:30          | García 15e |       | Cambiasso 26e · Quintana 43e | Spectateurs : 62 000 Arbitrage : Saad Mane | Spectateurs : 62 000 Arbitrage : Saad Mane |
| 20:30          | (Rapport)  |       |                              | Spectateurs : 62 000 Arbitrage : Saad Mane | Spectateurs : 62 000 Arbitrage : Saad Mane |

| Coupe du monde de football des moins de 20 ans 1997 Argentine Troisième titre |

## Récompenses
| Ballon d'or       | Ballon d'argent  | Ballon de bronze  |
| ----------------- | ---------------- | ----------------- |
| Nicolás Olivera   | Marcelo Zalayeta | Pablo Aimar       |
| Soulier d'or      | Soulier d'argent | Soulier de bronze |
| Adailton          | David Trezeguet  | Alex              |
| 10 buts           | 5 buts           | 4 buts            |
| Prix du fair-play |                  |                   |
| Argentine         |                  |                   |